# Atzacualoya
Atzacualoya är en ort i Mexiko.   Den ligger i kommunen Zihuatanejo de Azueta och delstaten Guerrero, i den södra delen av landet, 300 km sydväst om huvudstaden Mexico City. Atzacualoya ligger 23 meter över havet och antalet invånare är 122.
Terrängen runt Atzacualoya är platt åt sydväst, men åt nordost är den kuperad. Havet är nära Atzacualoya åt sydväst. Runt Atzacualoya är det glesbefolkat, med 19 invånare per kvadratkilometer. Närmaste större samhälle är Zihuatanejo, 12,0 km väster om Atzacualoya. Omgivningarna runt Atzacualoya är en mosaik av jordbruksmark och naturlig växtlighet.